# Rose Bowl 2017
Match précédent Match suivant
Le Rose Bowl 2017 est un match de football américain de niveau universitaire joué après la saison régulière de 2016, le 2 janvier 2017, au Rose Bowl de Pasadena en Californie. 
Il s'agit de la 103e édition du Rose Bowl.
Le match met en présence, comme lors des éditions de 1923 et 2009, les équipes des Trojans d'USC issue de la Pacific-12 Conference et des Nittany Lions de Penn State issue de la Big Ten Conference.
Il a débuté à 14 h 10 locales et est retransmis en télévision sur ESPN et en radio sur ESPN Radio et XM Satellite Radio.
Sponsorisé par la société Northwestern Mutual, le match est officiellement dénommé le 2017 Rose Bowl presented by Northwestern Mutual.
USC gagne le match sur le score de 52 à 49.
L'édition du Rose Bowl 2017 est celle au cours de laquelle il aura été inscrit le plus grand nombre de points (101 points au total des deux équipes) de toute l'histoire du Rose Bowl. Elle bat le record du Rose Bowl de 2012 qui était de 83 points,.

## Présentation du match
Le match met en présence les équipes les mieux classées des conférences Pacific 12 et Big 10 qui n'ont pas été sélectionnées pour les demi-finales du College Football Playoff. Les équipes sont officiellement invitées par l'Association du Pasadena Tournament of Roses le 4 décembre 2016. Cette sélection est basée sur le dernier classement de la saison 2016 publié par le comité du College Football Playoff. 
| Équipes                                                                                  | Conférences | Entraîneurs    | Stats. en saison rég. | Classements avant le bowl CFP - AP - Coaches |
| ---------------------------------------------------------------------------------------- | ----------- | -------------- | --------------------- | -------------------------------------------- |
| Trojans d'USC                                                                            | Pac-12      | Clay Helton    | 9-3                   | 9 - 9 - 9                                    |
| Nittany Lions de Penn State                                                              | Big 10      | James Franklin | 11-2                  | 5 - 5 - 5                                    |
| Arbitre : Duane Heydt (ACC) Équipe donnée favorite par les bookmakers : USC par 7 points |             |                |                       |                                              |

Il s'agit de la 10e rencontre entre ces deux équipes, la dernière ayant eu lieu à l'occasion du Rose Bowl 2009 (victoire de USC 38-24). USC a remporté 5 des 9 rencontres.

### Trojans d'USC
Avec un bilan global en saison régulière de 9 victoires et 3 défaites, USC est éligible et accepte l'invitation pour participer au Rose Bowl de 2017.
Ils terminent 2e de la South Division de la Pacific-12 Conference derrière no 17 Colorado, avec un bilan en division de 7 victoires et 2 défaites.
À l'issue de la saison régulière 2016 (bowl non compris), ils seront classés no 9 aux classements CFP, AP et Coasches.
À l'issue de la saison 2016 (bowl compris), ils seront classés no 3 au classement AP et no 5 au classement Coaches, le classement CFP n'étant pas republié après les bowls.
Il s'agit de leur 34e participation au Rose Bowl, dont 24 victoires et 9 défaites. Leur dernière apparition remonte à la saison 2008 (victoire le 1er janvier 2009, 38 à 24 contre Penn State).

### Nittany Lions de Penn State
Avec un bilan global en saison régulière de 11 victoires et 2 défaites, Penn State est éligible et accepte l'invitation pour participer au Rose Bowl de 2017.
Ils terminent 1er de la East Division de la Conference Big 10 avec un bilan en division de 8 victoires et 1 défaites.
À l'issue de la saison 2016 (bowl non compris), ils seront classés no 5 aux classements CFP, AP et Coaches. 
À l'issue de la saison 2016 (bowl compris), ils seront classés no 7 aux classements AP et Coaches, le classement CFP n'étant pas republié après les bowls.
Il s'agit de leur 4e participation au Rose Bowl dont 1 victoire et 2 défaites. Leur dernière apparition date de la saison 2008 (défaite contre USC, 38 à 24 le 1er janvier 2009).

## Résumé du match
| QT          | Temps       | Drive       | Drive       | Drive       | Équipe      | Description de l'action | Score | Score |
| QT          | Temps       | Jeux        | Yards       | TDP         | Équipe      | Description de l'action | USC   | PSU   |
| ----------- | ----------- | ----------- | ----------- | ----------- | ----------- | --- | ----- | ----- |
| 1           | 10:31       | 5           | 51          | 01:44       | USC         | TD de 26 yards par WR Deontay Burnett à la suite d'une réception de passe de QB Sam Darnold + 1 point de conversion par K Matt Boermeester                                                       | 7     | 0     |
| 1           | 04:42       | 12          | 53          | 04:52       | USC         | FG de 22 yards par K Matt Boermeester | 10    | 0     |
| 1           | 00:21       | 10          | 54          | 03:00       | USC         | FG de 44 yards par K Matt Boermeester | 13    | 0     |
| 2           | 11:44       | 9           | 70          | 03:37       | PSU         | TD à la suite d'une course de 24 yards par RB Saquon Barkley + 1 point de conversion par K Tyler Davis                                                                                           | 13    | 7     |
| 2           | 10:15       | 5           | 60          | 01:29       | USC         | TD de 3 yards par WR Deontay Burnett à la suite d'une réception de passe de QB Sam Darnold + 1 point de conversion par K Matt Boermeester                                                        | 20    | 7     |
| 2           | 08:39       | 4           | 71          | 01:36       | PSU         | TD de 30 yards par WR Chris Godwin à la suite d'une réception de passe de QB Trace McSorley + 1 point de conversion par K Tyler Davis                                                            | 20    | 14    |
| 2           | 06:16       | 6           | 75          | 02:23       | USC         | TD de 3 yards par WR Darreus Rogers à la suite d'une réception de passe de QB Sam Darnold + 1 point de conversion par K Matt Boermeester                                                         | 27    | 14    |
| 2           | 00:54       | 13          | 75          | 05:22       | PSU         | TD de 11 yards par TE Mike Gesicki à la suite d'une réception de passe de QB Trace McSorley + 1 point de conversion par K Tyler Davis                                                            | 27    | 21    |
| 3           | 13:05       | 1           | 79          | 00:17       | PSU         | TD à la suite d'une course de 79 yards par RB Saquon Barkley + 1 point de conversion par K Tyler Davis                                                                                           | 27    | 28    |
| 3           | 11:27       | 1           | 72          | 00:11       | PSU         | TD de 72 yards par WR Chris Godwin à la suite d'une réception de passe de QB Trace McSorley + 1 point de conversion par K Tyler Davis                                                            | 27    | 35    |
| 3           | 10:26       | 1           | 3           | 00:05       | PSU         | TD à la suite d'une course de 3 yards par QB Trace McSorley + 1 point de conversion par K Tyler Davis                                                                                            | 27    | 42    |
| 3           | 06:47       | 10          | 65          | 03:39       | USC         | TD de 13 yards par WR JuJu Smith-Schuster à la suite d'une réception de passe de QB Sam Darnold + 2 points de conversion à la suite d'une passe complétée de QB Sam Darnold vers Taylor McNamara | 35    | 42    |
| 3           | 01:55       | 8           | 82          | 04:52       | PSU         | TD de 7 yards par RB Saquon Barkley à la suite d'une réception de passe de QB Trace McSorley + 1 point de conversion par K Tyler Davis                                                           | 35    | 49    |
| 4           | 08:15       | 10          | 83          | 04:29       | USC         | TD à la suite d'une course de 3 yards par RB Ronald Jones II + 1 point de conversion par K Matt Boermeester                                                                                      | 42    | 49    |
| 4           | 01:20       | 3           | 80          | 00:39       | USC         | TD de 27 yards par WR Deontay Burnett à la suite d'une réception de passe de QB Sam Darnold + 1 point de conversion par K Matt Boermeester                                                       | 49    | 49    |
| 4           | 00:00       | 3           | 5           | 00:27       | USC         | FG de 46 yards par K Matt Boermeester | 52    | 49    |
| Score final | Score final | Score final | Score final | Score final | Score final | Score final | 52    | 49    |

Début du match à 14 h 12 pour une durée de 4 h 12.
Température de 55 °F (12,78 °C), vent d'est-sud-est et de 7 miles/h (11,26 km/h), ciel nuageux.

## Statistiques
| Statistiques par Équipes               | Statistiques par Équipes | Statistiques par Équipes |
| -------------------------------------- | ------------------------ | ------------------------ |
| Statistiques                           | USC                      | PSU                      |
| 1er downs                              | 33                       | 23                       |
| Conversion de 3e Down                  | 8/15                     | 4/10                     |
| Conversion de 4e Down                  | 0/0                      | 0/0                      |
| Jeux–yards                             | 88 jeux pour 575 yards   | 62 jeux pour 465 yards   |
| Yards à la course                      | 122                      | 211                      |
| Yards à la passe                       | 453                      | 254                      |
| Passes : Réussies-Tentées-Interceptées | 33/54, 1 int.            | 18/29, 3 int.            |
| Réussite en zone rouge/chances         | 5/5                      | 3/3                      |
| TD                                     | 6                        | 7                        |
| Field Goals                            | 3/5                      | 0/0                      |
| Sacks (Nombre-Yards perdus)            | 1/3                      | 1/3                      |
| Fumbles (Nombre/Perdus)                | 0/0                      | 1/0                      |
| Pénalités (Nombre/Yards perdus)        | 10/85                    | 5/65                     |
| Temps de possession                    | 33:21                    | 26:39                    |

| Meilleurs Joueurs (MVPs) | Meilleurs Joueurs (MVPs) | Meilleurs Joueurs (MVPs) | Meilleurs Joueurs (MVPs) |
| ------------------------ | ------------------------ | ------------------------ | ------------------------ |
| Système                  | Nom                      | Équipe                   | Poste                    |
| Attaque                  | Sam Darnold              | USC                      | QB                       |
| Défense                  | Stevie Tu'ikolovatu (en) | USC                      | DT                       |

| Statistiques Individuelles | Statistiques Individuelles | Statistiques Individuelles                            |
| -------------------------- | -------------------------- | ----------------------------------------------------- |
| Quaterbacks                |                            |                                                       |
| USC                        | Sam Darnold                | 33/53, 1 interception, 453 yards, 5 TDs, 1 sack subi  |
| PSU                        | Trace McSorley             | 18/29, 3 interceptions, 254 yards, 4 TDs, 1 sack subi |
| Meilleurs Coureurs         |                            |                                                       |
| USC                        | Ronald Jones               | 20 courses pour 55 yards nets gagnés et 1 TD          |
| PSU                        | Saquon Barkley             | 25 courses pour 194 yards nets gagnés et 2 TDs        |
| Meilleurs Receveurs        |                            |                                                       |
| USC                        | Deonta Burnett             | 13 réceptions pour 164 yards et 3 TDs                 |
| PSU                        | Chris Godwin               | 9 réceptions pour 187 yards et 2 TDs                  |
| Meilleurs Tackleurs        |                            |                                                       |
| USC                        | Stevie Tu'ikolovatu        | 6 tacles en solo et 2 assistes                        |
| PSU                        | Jason Cabinda              | 7 tacles en solo et 4 assistes                        |